# Singkil
Singkil (indonez. Kecamatan Singkil) – kecamatan w kabupatenie Aceh Singkil w okręgu specjalnym Aceh w Indonezji.
Kecamatan ten znajduje się w północnej części Sumatry, nad brzegiem Oceanu Indyjskiego. Graniczy z kecamatanami: od zachodu z Kuala Baru, od północy z Kota Baharu, od północnego wschodu z Gunung Meriah, a od wschodu z Singkil Utara. Znajdujące się tu miasto Singkil jest ośrodkiem administracyjnym kabupatenu. Główne droga to Jalan Singkil-Rimo.
W 2019 roku kecamatan ten zamieszkiwały 19 898 osoby. Mężczyzn było 10 082, a kobiet 9 816. W 2010 roku 16 257 osób wyznawało islam, a 35 chrześcijaństwo.
Znajdują się tutaj miejscowości: Kilangan, Kota Simboling, Pasar Singkil, Paya Bumbung, Pemuka, Pulo Sarok, Rantau Gedang, Selok Aceh, Siti Ambia, Suka Damai, Suka Makmur, Takal Pasir, Teluk Ambun, Teluk Rumbia, Ujung, Ujung Bawang.